# François-Noël Buffet
François-Noël Buffet (n. 28 august 1963, Lyon, Franța) este un politician francez.
Membru al partidului Les Républicains, a fost primar al orașului Oullins între 1997 și 2017 și senator de Rhône din 2004 până în 2024. Între 2020 și 2024, a fost președinte al Comisiei pentru Legi din Senat. De asemenea, este consilier metropolitan al orașului Lyon din 2015, fiind reales în iunie 2020, scrutin în care a fost cap de listă.
La 21 septembrie 2024 a fost numit ministru delegat pe lângă prim-ministru, responsabil cu portofoliul Teritoriilor de peste mări, în guvernul Barnier. La 23 decembrie 2024, a fost numit ministru delegat pe lângă ministrul de stat, ministrul de interne, în guvernul Bayrou.
François-Noël Buffet este avocat de profesie. Este căsătorit și are doi copii.

## Parcurs politic

### Alegeri locale
François-Noël Buffet a fost ales consilier municipal în Oullins în 1990. A fost reales în 1995 și a devenit adjunct al primarului, responsabil cu urbanismul, dezvoltarea economică, locuințele, lucrările publice, patrimoniul și comunicarea. La 23 octombrie 1997, a fost ales primar al orașului Oullins după demisia lui Michel Terrot și a fost reales în 2001, 2008 și 2014.

### Senator
A fost ales senator de Rhône la 26 septembrie 2004.
A făcut parte din consiliul de orientare al Observatorului Național al Delincvenței, din Comisia Națională pentru Competențe și Talente, precum și din Curtea de Justiție a Republicii.
În 2006 a fost raportor al unei misiuni de anchetă privind imigrația clandestină.
A susținut candidatura lui François Fillon pentru președinția UMP, precum și moțiunea „Gaullismul, o cale de viitor pentru Franța” în cadrul congresului de toamnă din 2012.
Începând din 2013 a participat la manifestațiile împotriva căsătoriei între persoane de același sex și a semnat în 2014 carta „La Manif pour tous”.
La 9 decembrie 2014, Nicolas Sarkozy, ales președinte al UMP, l-a numit secretar național al UMP însărcinat cu imigrația.
A susținut candidatura lui François Fillon pentru alegerile primare prezidențiale ale partidului Les Républicains în 2016.
A sponsorizat candidatura lui Laurent Wauquiez⁠(d) pentru congresul Les Républicains din 2017, în cadrul căruia a fost ales președinte al partidului.
Din 7 octombrie 2020 a prezidat Comisia pentru Legi din Senat. În această calitate, a fost autorul raportului senatorial privind revoltele din iunie 2023 și coautor al raportului despre incidentele de la Stade de France din 28 mai 2022.
În 2021 a votat împotriva extinderii procreării medical asistate (PMA) și în 2024 s-a opus constituționalizării dreptului la avort (IVG). În același timp, a desfășurat activități parlamentare legate de teritoriile de peste mări, în special Noua Caledonie și Mayotte.

### Ministru
La 21 septembrie 2024 a fost numit ministru delegat pe lângă prim-ministru, responsabil cu portofoliul Teritoriilor de peste mări. Mai mulți aleși locali din teritoriile de peste mări au criticat alegerea unei persoane venite din metropolă, care nu este ultramarin, însă au salutat capacitatea sa de ascultare și de compromis.
La 23 decembrie 2024 a fost numit ministru delegat pe lângă ministrul de stat, ministrul de interne, Bruno Retailleau.